# Brusturi (Bihor)
Brusturi è un comune della Romania di 4 064 abitanti, ubicato nel distretto di Bihor, nella regione storica della Transilvania.
Il comune è formato dall'unione di 8 villaggi: Brusturi, Cuieșd, Loranta, Orvișele, Păulești, Picleu, Țigăneștii de Criș e Varasău.